# Acianthus fornicatus
Acianthus fornicatus R.Br. 1810 es una orquídea de hábito terrestre originaria de Australia.

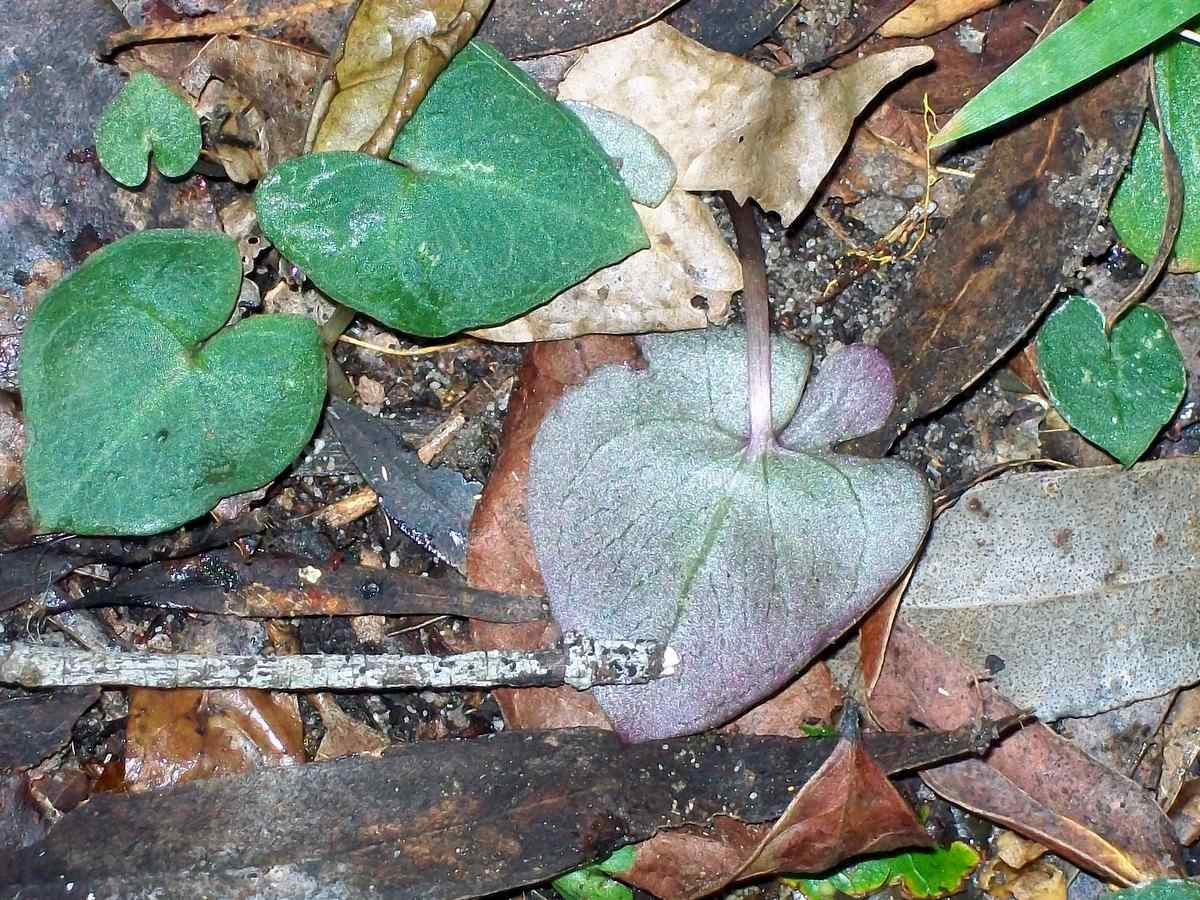
Vista de la planta

## Descripción
Es una planta pequeña de tamaño que prefiere el clima fresco a frío. Es una orquídea de hábito terrestre con un tubérculo globoso que da lugar a una erecta hoja de color rojizo con un tallo único, la hoja es cordiforme, aguda y lobulada. Florece en el otoño y el invierno.

## Distribución y Hábitat
Se encuentra en Nueva Gales del Sur y Queensland en Australia en hábitats costeros con vegetación en dunas de arena, así como en barrancos húmedos con profunda sombra en alturas de hasta 1000  m s. n. m.

## Taxonomía
Acianthus fornicatus fue descrita por Robert Brown y publicado en Prodromus Florae Novae Hollandiae 321. 1810.
Etimología
Acianthus: nombre genérico que deriva de la palabra griega achis (punto) y anthos (flor), refiriéndose a sus sépalos puntiagudos.
Sinonimia
Los siguientes nombres se consideran sinónimos de Acianthus fornicatus:
- Acianthus apprimus D.L.Jones 1991;
- Acianthus borealis D.L.Jones 1991;
- Acianthus brunonis F.Muell. 1865;
- Acianthus collinus D.L.Jones
- Acianthus exiguus D.L.Jones 1991;
- Epipactis fornicata (R.Br.) Poir. 1812[3][4]
- Acianthus ledwardii Rupp[5]